# Bruno Wille
Bruno Wille, född 6 februari 1860 i Magdeburg, död 31 augusti 1928, var en tysk författare.
Wille studerade 1881–84 teologi, naturvetenskap och filosofi i Bonn och Berlin, vistades 1885–86 i Rumänien och Osmanska riket och promoverades 1888 i Kiel. Han levde från 1890 som frireligiös predikant och skriftställare i Friedrichshagen-Berlin, där han redigerade "Der Freidenker", "Die Kunst dem Volke" och "Die freie Jugend" och 1890 inrättade "Die freie Volksbühne".
Wille tillhörde från början samma krets som Gerhart Hauptmann, och hans utgångspunkt var en materialistisk och socialistisk åskådning, vilken småningom övergick i en individualistisk-anarkisk, av män som Friedrich Nietzsche och Max Stirner påverkad uppfattning, som var fientlig mot allt statligt och samhälleligt tvång och med optimistisk tro på den mänskliga perfektibiliteten. 
Av Willes mycket omfattande författarskap kan nämnas Einsiedler und Genosse (1891; andra upplagan 1892, sociala dikter), Lehrbuch für den Jugendunterricht freier Gemeinden (tre band, 1890–1904), Atheistische Sittlichkeit (1892), Philosophie der Befreiung durch das reine Mittel (1892; andra upplagan 1894), diktsamlingen Einsiedelkunst, Heder aus der Kiefernheide (1897), Einleitung zu Novalis' sämtlichen Werken (1898), Offenbarungen des Wachholderbaumes (1901, tredje upplagan 1907, en naturfilosofisk stämningsroman), Romantische Märchen (1902), Das lebendige All (1905; "Det lefvande alltet", 1907), Die Abendburg (1909), tolkningar av bland andra Adalbert Stifter, Johann Wolfgang von Goethe och Lev Tolstoj, och antologier som den mystiskt panteistiska "Und gib uns Frieden" (1917).